# Ernst Heinrich Gottlieb von Nickisch und Roseneck
Ernst Heinrich Gottlieb von Nickisch und Roseneck (auch Nickisch von Rosenegk) (geb. 11. November 1766 in Mühlrädlitz (Schlesien); gest. 16. Dezember 1832 in Schwarzau) war ein preußischer Landrat, Justizrat und Landschaftsdirektor.

## Herkunft
Ernst Heinrich Gottlieb von Nickisch und Roseneck war der Sohn von Heinrich Ferdinand Wilhelm von Nickisch und Roseneck (1736–1801), Herr auf Mühlrädlitz und Landrat des Kreises Lüben und dessen Ehefrau (⚭ 13. August 1758) Johanna Eleonore (1737–1817), Tochter des Diprand Oswald von Richthofen.

## Leben
Ernst Heinrich Gottlieb besuchte zunächst von 1778 bis 1779 die Ritterakademie in Liegnitz, bevor er kurzzeitig im Infanterieregiment von Flemming diente. Am 4. Mai 1786 immatrikulierte er sich an der Universität Halle für ein Studium der Rechte. Bis um die Mitte des Jahres 1800 diente er als Justizrat, bevor er mittels Ordre vom 31. August 1800 zum Nachfolger von Carl George Friedrich von Seidl als Landrat des Kreises Lüben bestätigt wurde. Am 31. Dezember 1805 wurde er von Friedrich Wilhelm III. zum Direktor der Landschaft Liegnitz-Wohlau ernannt. Das Amt als Landrat im Kreis Lüben übte er bis zum Jahr 1821 aus, 1832 erhielt er seine Ernennung zum Landschaftsdirektor.

## Persönliches
Ernst Heinrich Gottlieb war Erbherr auf Kuchelberg und Schwarzau, auf Klaptau und auf Thiergarten. 1788 wurde Mitglied bei den Freimaurern.

## Familie
Ernst Heinrich Gottlieb von Nickisch und Roseneck heiratete am 13. Oktober 1789 Elisabeth Juliane Erdmuthe Friederike (1770–1810), geb. Freiin von Richthofen. In zweiter Ehe vermählte er sich am 7. November 1818 in Breslau mit Friederike Juliane Beate († 20. Oktober 1849), verwittwete Hoffmann, geb. von Rode.

## Auszeichnungen
- Ritter des Roten Adlerordens 3. Klasse